# Медаль Победы (Сиам)
Медаль Победы (тайск. เหรียญชัย, เหรียญนารายณ์บันฦๅชัย) — сиамская награда, межсоюзническая медаль, вручаемая ветеранам Первой мировой войны.
Медаль была учреждена в 1921 году королём Рамой VI. Ею было награждено около 1500 военнослужащих. Сиам лишь косвенно участвовал в войне, но был на стороне союзников после объявления войны Германии в 1917 году. Фактически во Франции было дислоцировано 1200 тайских солдат. Тайские транспортные войска обстреливались немецкой артиллерией. Тайские пилоты ещё находились на стадии тренировки, когда было подписано соглашение о прекращении огня.
На лацканах костюмов также носили маленькое петличное украшение в цветах ленты. На парадном костюме носили уменьшенную версию медали французского производства на маленькой ленточке или цепочке. На обмундировании носили орденскую планку.

## Описание награды
Круглая бронзовая медаль была разработана принцем Иттитепсаном Критакара (1890-1935). На аверсе изображение индуистского или буддийского бога с мечом и рогом. Это символ мужества в Таиланде. Фигура богини Ники, привычная в Западной Европе и Америке, для тайцев ничего не значила.
На оборотной стороне написано «มหาสงครามเพื่ออารยธรรม» («Великая война за цивилизацию»).
Медаль носилась с лентой цветов радуги на левой груди.